# Nora (Cameroun)
Pour les articles homonymes, voir Nora (homonymie).
Nora est une localité du Cameroun située dans le département du Mayo-Tsanaga et la Région de l'Extrême-Nord, dans les monts Mandara, à proximité de la frontière avec le Nigeria. Elle fait partie de la commune de Mogodé et du canton de Mogodé rural.

## Climat
Selon la classification de Köppen, le climat est de type Aw, c'est-à-dire tropical, avec des précipitations plus importantes en été qu'en hiver. Tout au long de l'année, la température moyenne est de 25.6 °C. La moyenne des précipitations annuelles est de l'ordre de 916 mm.

## Population
Lors du recensement de 2005, on y a dénombré 4 229 personnes.